# Musiculum
Das musiculum ist eine Lern- und Experimentierwerkstatt in Kiel (Schleswig-Holstein) der Kinder- und Jugendstiftung Jovita und bietet musikpädagogische Projekte für Kinder und Jugendliche auf Spendenbasis an. Im Zentrum steht die Erfahrung von Musik und musikalischen Exponaten mit allen Sinnen.

## Geschichte
Das musiculum wurde 2009 von der gemeinnützigen Stiftung Jovita ins Leben gerufen.

### Stiftung Jovita
Die Kinder- und Jugendstiftung wurde 2002 von Kunden des Bankhauses M.M.Warburg & CO mit Sitz in Hamburg gegründet. Die Stiftung setzt es sich zum Ziel, Kinder und Jugendliche unabhängig von ihrem sozialen und kulturellen Hintergrund durch ein kreatives Bildungsangebot zu fördern. Zusätzlich fördert die Stiftung Jovita auch die gelbe Villa mit Sitz in Berlin, ein Kreativ- und Bildungszentrum für Kinder und Jugendliche.

### Entstehungshintergrund
Das musiculum befindet sich in dem ehemaligen Schulgebäude der Kieler Sternschule, welches 1888 erbaut wurde. Bis 1987 diente das Gebäude als Grundschule und wurde zeitweise als Lager für Ausstellungsstücke von Museen genutzt.
2007 wurde das zum Teil verfallene Gebäude für das musiculum erworben und in Zusammenarbeit mit dem Landesamt für Denkmalpflege Schleswig-Holstein saniert. Am 21. März 2009 wurde das Gebäude als musiculum Lern- und Experimentierwerkstatt für Kinder und Jugendliche wieder eröffnet. Das Gebäude ist als geschütztes Denkmal in Kiels Denkmaltopographie eingetragen.
Die Pädagogin Andrea Schobries ist Mitgründerin und Projektleiterin des musiculum.

## Die Institution

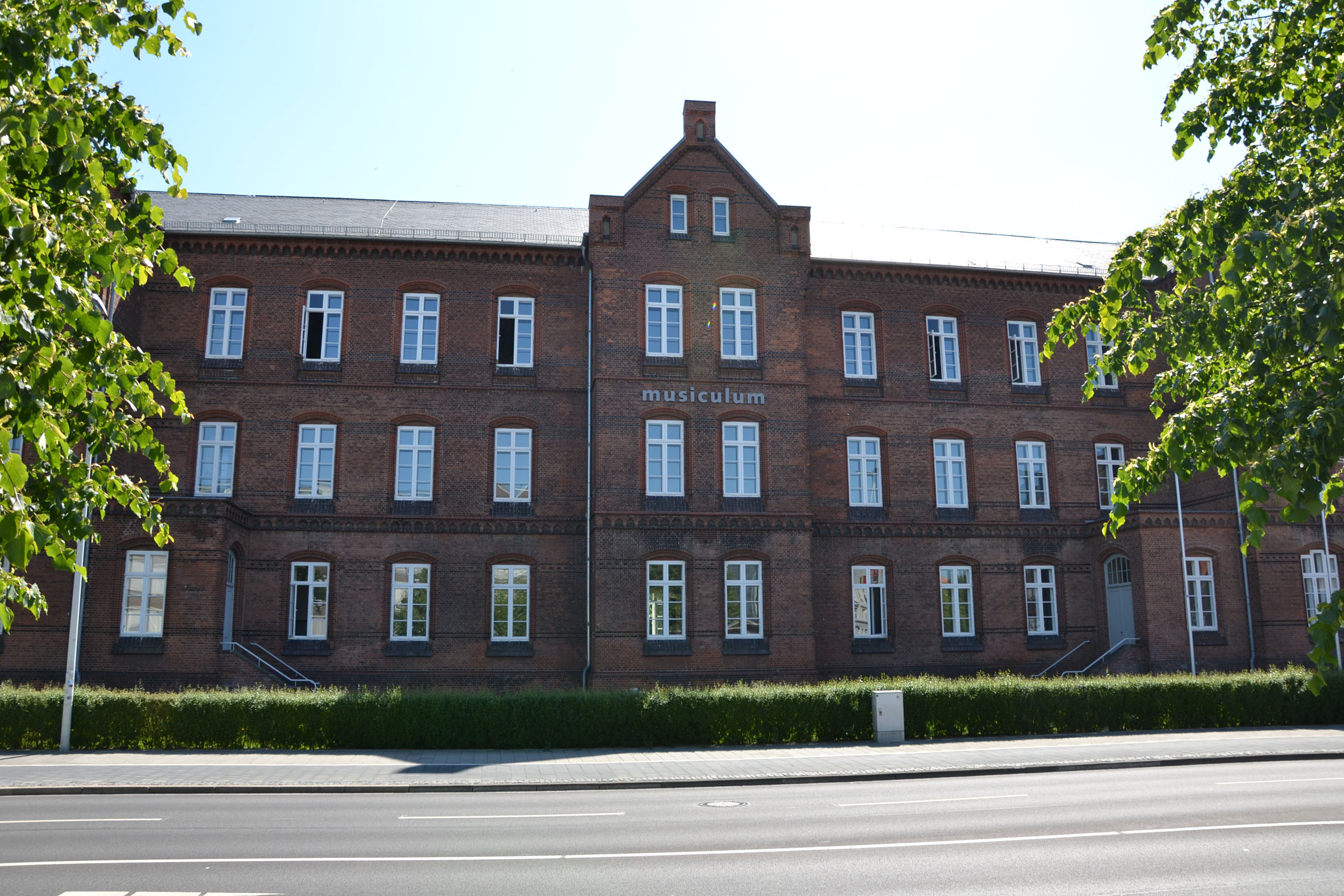
Gebäudefassade des musiculum

### Standort

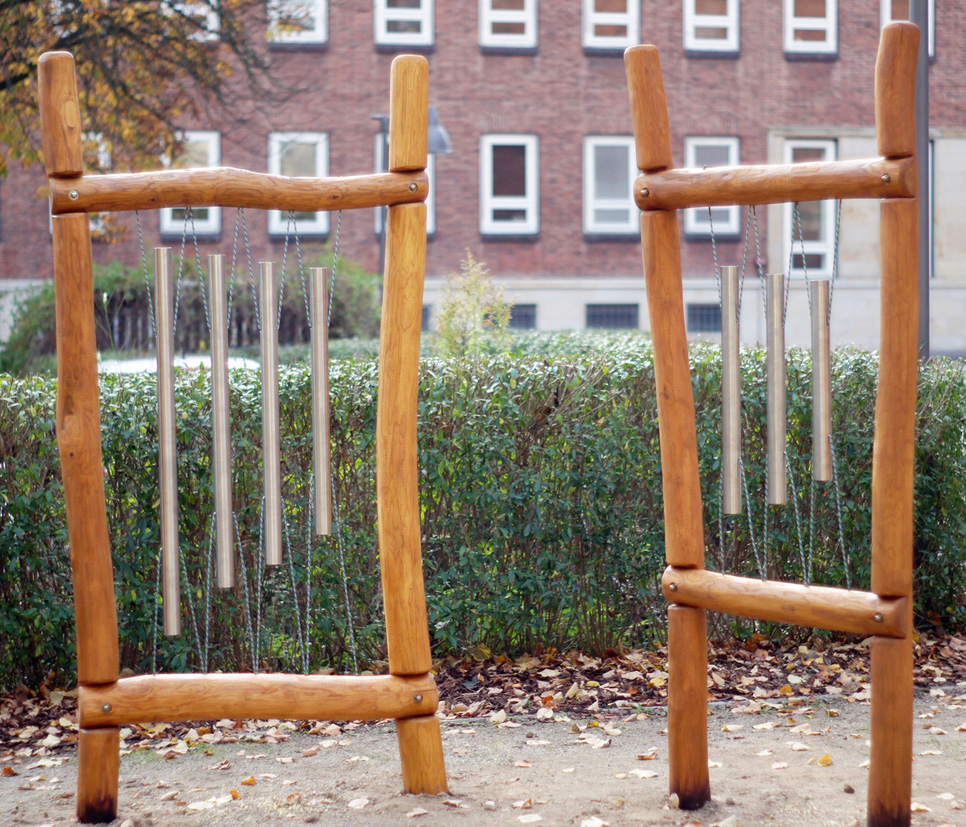
Metallröhrenspiel im Außengelände

Der Standort des musiculum ist die Stephan-Heinzel-Straße 9 in Kiel (Schleswig-Holstein). Das musiculum bietet auf einer Gesamtfläche von 2000 m² einzigartige Möglichkeiten für verschiedene Ausstellungsräume. In jedem Ausstellungsraum werden eine Instrumentenfamilie oder ein musikalisches Thema ausgestellt, wie beispielsweise Saiteninstrumente, Luftinstrumente, Schlaginstrumente und elektronische Instrumente. Darüber hinaus beherbergt das Gebäude ein professionelles Tonstudio, einen Bandraum und einen Konzertsaal, der mit einer Bühne für Musiktheater, Tanzveranstaltungen und Präsentationen Platz für bis zu 199 Personen bietet. In Experimentierräumen werden die Projektinhalte vertieft und Instrumente gebaut.
Ein Außengelände mit insgesamt fünf Naturklangstationen umrandet das Gebäude. Dazu gehören ein Summstein, ein Klangwald, eine Wasserspringschale, ein Metallröhrenspiel und ein Erdxylophon. Die Naturklangstationen wurden teilweise im Projektkontext von teilnehmenden Kindern und Jugendlichen mitgestaltet.
Das musiculum ist barrierefrei.

### Konzept
Das Konzept des musiculum lautet „Instrumente und Akustik mit allen Sinnen begreifen“ und verfolgt damit das bewusste körperliche und geistige Erfahren von Musik durch ein selbstständiges und unmittelbares Erforschen von Musikinstrumenten und musikalischen Exponaten.

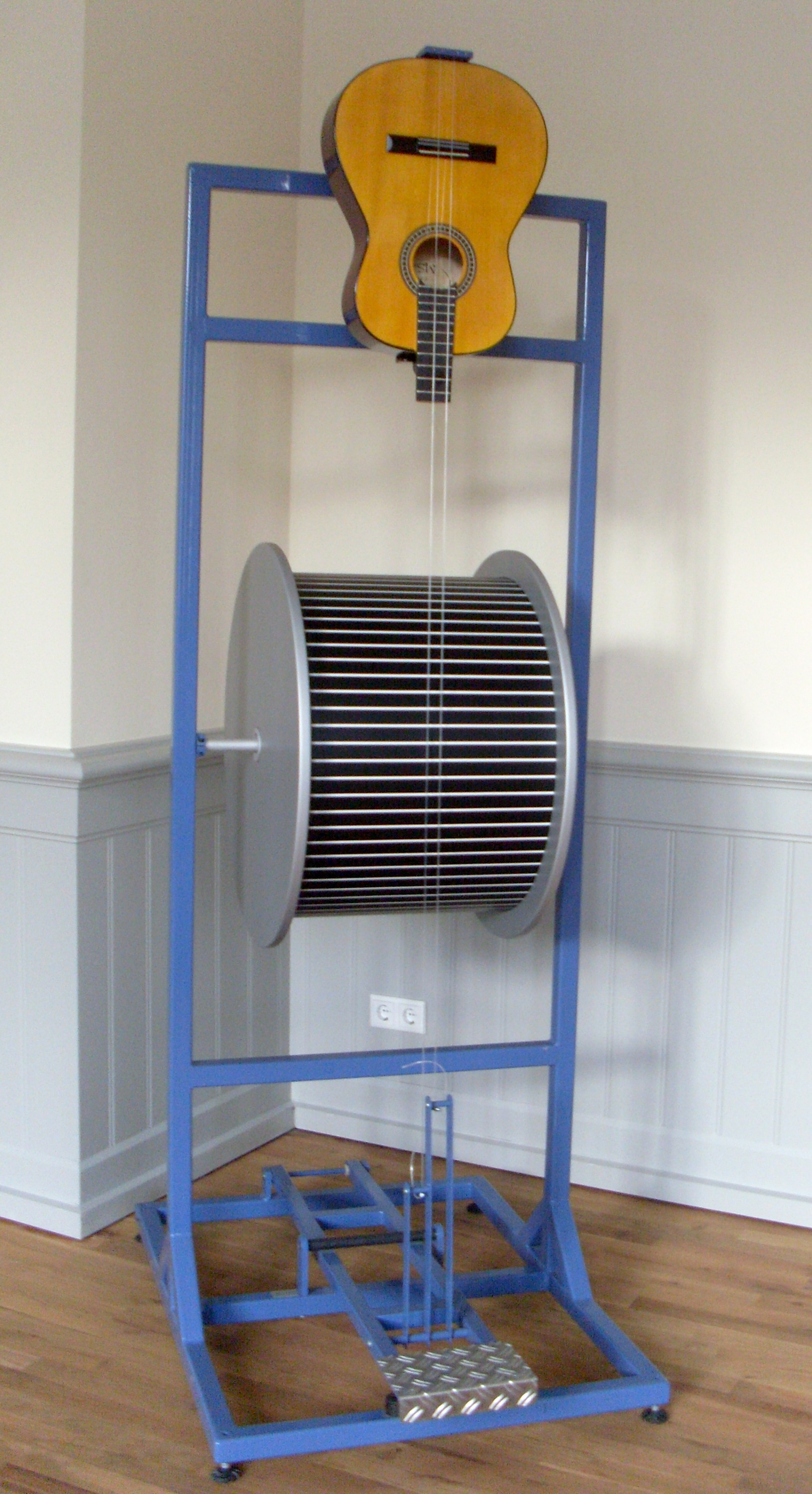
Gitarrenexponat

Mit einem umfassenden Instrumentenrepertoire von ca. 250 (teilweise exotischen) Instrumenten sowie verschiedenen Exponaten sollen die Wirkungsweisen von Musik und Physik veranschaulicht werden. Das musiculum bezeichnet sich als Kindermuseum, nicht jedoch als Museum im herkömmlichen Sinne: Die Ausstellungsstücke stehen nur im Rahmen der Projekte zur Verfügung und können nicht auf eigene Faust besucht werden, da die Einbettung und Reflexion der im musiculum gesammelten Erfahrungen wichtige Aspekte des Konzepts sind. Das Aufgreifen von Neugier, Phantasie und Kreativität der Kinder und Jugendlichen spielt eine zentrale Rolle für das Konzept des musiculum. Dabei wird auch die Forderung, Förderung und Stärkung von Fähigkeiten wie eigenverantwortliches Handeln, Kommunikation und das Sozialverhalten der Projektteilnehmer großgeschrieben.

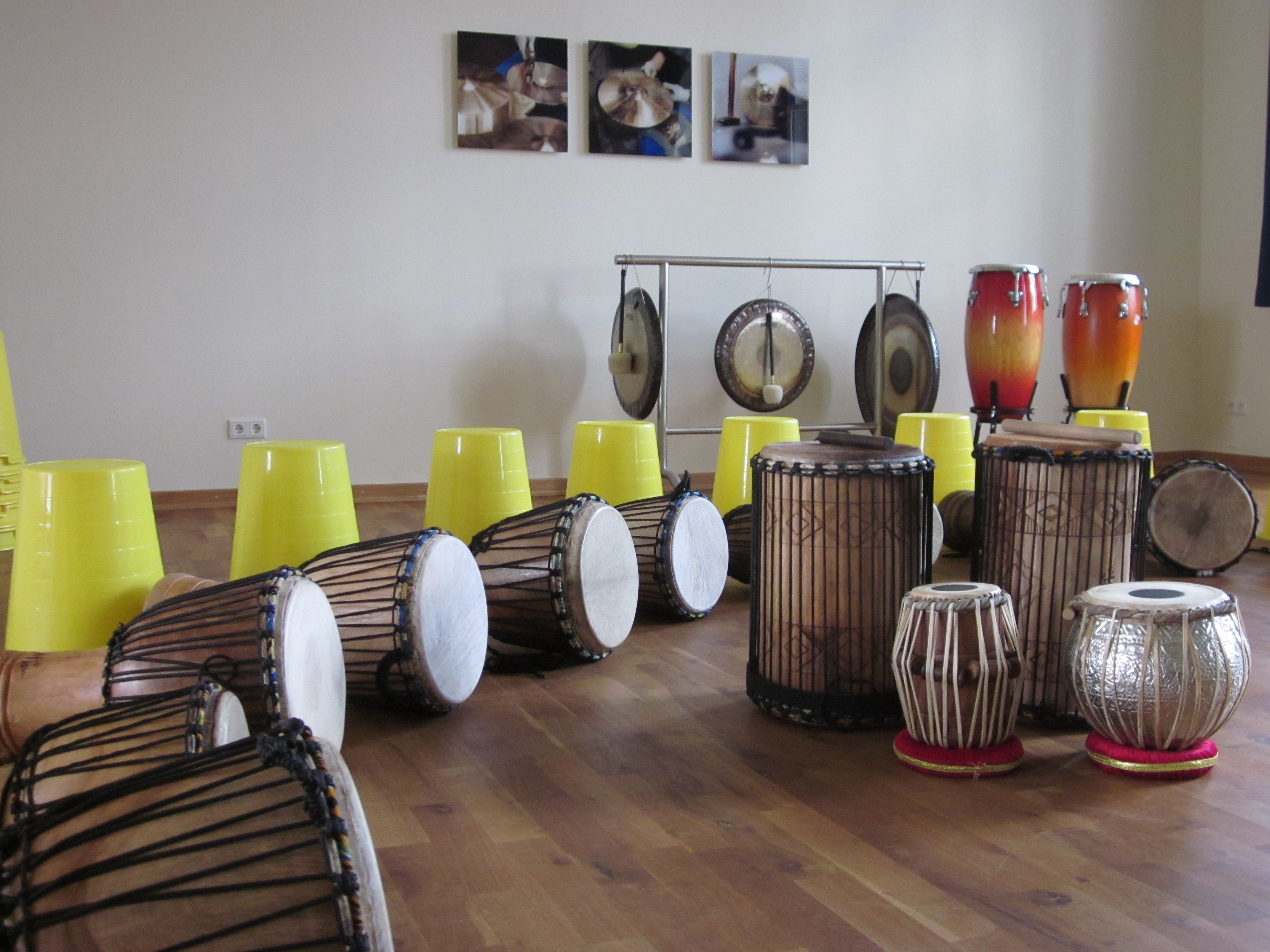
Einblick: Schlaginstrumentenraum

Das musiculum umfasst ein Team von Pädagogen, Naturwissenschaftlern, Musikern, Technikern und Handwerkern und arbeitet mit Honorarkräften aus den Bereichen Kunst, Tanz und Schauspiel zusammen.
Seit der Eröffnung 2009 ist das musiculum als Mitglied der Landesvereinigung für kulturelle Jugendbildung Schleswig-Holstein e. V. auch Einsatzstelle für das Freiwillige Soziale Jahr Kultur.

### Projekte

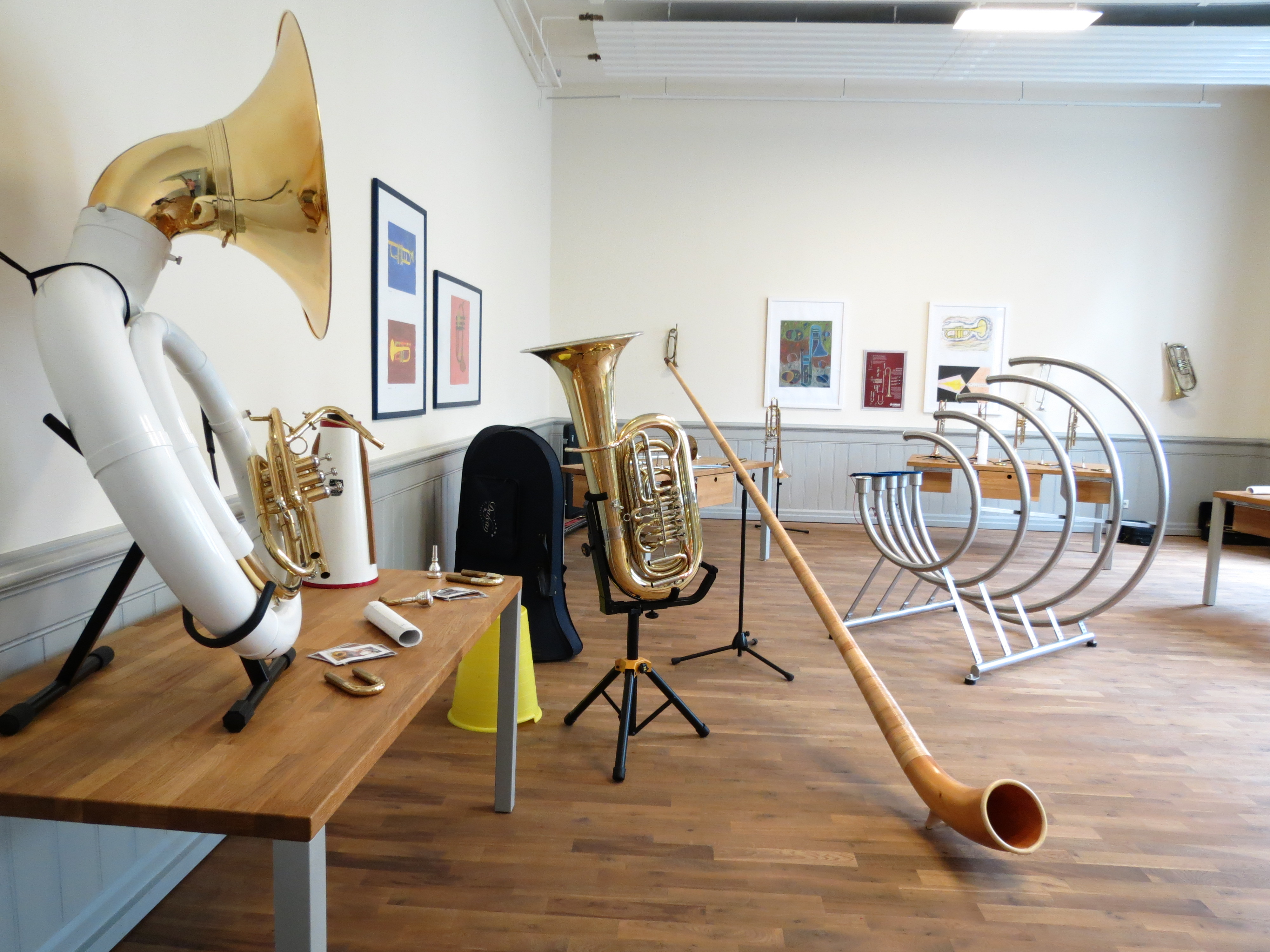
Einblick: Blechblasinstrumentenraum

Durch die Projektarbeit verfolgt das musiculum das Ziel, eine nachhaltige Förderung von Kindern und Jugendlichen zu ermöglichen. Die pädagogischen Projekte im musiculum sind in einen Vormittags- und einen Nachmittagsbereich unterteilt, darüber hinaus werden Kooperations- und Ferienprojekte angeboten.
Das musiculum bietet in seiner Rolle als außerschulischer Lernort im Vormittagsbereich Projekttage und Projektwochen für die Klassenstufen 1–9 aller Schulformen an. Dabei können die Schulklassen die Projektthemen selbst wählen. Das Angebot der Vormittagsprojekte richtet sich ausdrücklich an Lehrkräfte aller Schulfächer, da das musiculum durch den Projektunterricht ein fächerverbindendes Lernen durch Musik anbietet.
Der Nachmittagsbereich bietet freie Projekte, wie z. B. Instrumenten- und Akustikprojekte, Instrumentenwerkstätten, Tanz- oder Popsongprojekte an. Dazu gehört auch die musikalische Früherziehung für Kinder ab dem Alter von 5 Jahren. Die Nachmittagsprojekte finden über 6–10 Termine wöchentlich statt und werden mit einer öffentlichen Präsentation abgeschlossen.
Das musiculum ist Kooperationspartner verschiedener Kieler Schulen, die meist in sozial und wirtschaftlich benachteiligten Stadtteilen gelegen sind. Die Kooperationsprojekte, die sich ganzheitlich mit dem Erforschen verschiedener Instrumentenfamilien und akustischen Phänomenen beschäftigen, dauern ein Halbjahr an und finden wöchentlich statt. Ebenso umfasst das Angebot des musiculum verschiedene inklusive Projekte zur kreativen und künstlerischen Förderung von Kindern und Jugendlichen mit körperlichen oder geistigen Einschränkungen.
Zusätzlich bietet das musiculum Ferienprojekte an, die meist über die erste Ferienwoche der Schulferien in Schleswig-Holstein zu einem bestimmten Thema stattfinden.
Seit 2014 finden regelmäßig öffentliche Familienkonzerte im musiculum statt.
Die Projektangebote richten sich an alle Kinder und Jugendlichen, unabhängig von ihren sozialen, kulturellen und religiösen Wurzeln sowie unabhängig von ihrer körperlichen und geistigen Entwicklung. Für Erwachsene steht das musiculum lediglich zur Projektbegleitung oder zu Präsentationen und öffentlichen Veranstaltungen offen.

### Finanzierung
Die Projektgebühr beträgt jeweils einen symbolischen Euro pro Klasse bzw. pro Kind, um jedem Kind – unabhängig von der jeweiligen finanziellen Situation und dem sozialen Hintergrund – eine Projektteilnahme zu gewährleisten.
Die Stiftung Jovita finanziert das musiculum zu zwei Dritteln. Demnach erwirtschaftet das musiculum einen Drittel seiner Kosten aus Spenden und Fördergeldern.

## Auszeichnungen

### Ausgewählter Ort 2012
Das musiculum ist Ausgewählter Ort 2012 im Bereich Kultur des bundesweiten Wettbewerbs 365 Orte im Land der Ideen. Die Preisverleihung fand am 29. April 2012 im Rahmen eines großen Festes statt, bei der die Initiative Deutschland – Land der Ideen in Kooperation mit der Deutschen Bank Ideen und Projekte prämierte, die einen nachhaltigen Beitrag zur Zukunftsfähigkeit Deutschlands leisten.

### KulturOrt der LKJ SH
Am 24. Juni 2014 wurde das musiculum von der Landesvereinigung für kulturelle Jugendbildung Schleswig Holstein (LKJ SH) als Kulturort ausgezeichnet.